# 陽成昭信
陽成 昭信（ようせい しょうしん、? - 紀元前70年）は、前漢の広川王の劉去（景帝の子である劉越の孫）の王后。極端に残酷で妬み深い女性として知られる。

## 生涯
最初に、劉去は王昭平と王地餘の2人の寵姫がいて、そのうちの1人を王后にしようとした。しかし劉去が病を患った際、昭信はかいがいしく看病し、劉去の寵愛は昭信に移った。王昭平と王地餘は昭信を殺そうとしたという。事が露呈した後、劉去は自分の手で地餘を殺して、陽成昭信は昭平を撃って、いずれも殺した。また事件を知っていた侍女3人も殺害した。その後陽成昭信が病み、夢で王昭平らを見たため、劉去は5人の屍を掘り出し、みな焼いて灰にした。
王后に立てられた以降、今度は劉去の寵愛が昭信から陶望卿という側室に移った。そのため、昭信は劉去に対して「自分に無礼な態度を取る」という讒言を行なった。しかし劉去は「密通でない限り彼女への愛は減らない」と言ったという。そこで昭信は「陶望卿の浮気」をでっち上げて吹き込み続けた劉去はその誣告を信じ込み、陶望卿を鞭打った挙句火責めにした。絶望した望卿は井戸に身を投げて自害するが、劉去と昭信は引き揚げた遺体から耳と鼻をそぎ落とし、陰部に杭を打ち込んで辱めた。最後に遺体を切り刻んで大釜に放り込み、桃の木の灰と毒薬を加えた上で一昼夜煮込み、どろどろに煮溶かしたという。その後も望卿の妹である陶都を殺害した。二姉妹の遺体を実家に送り返した。陶の母親が大泣きしたため、そこで昭信は召使いに命じて陶母を殺させた。このような状況が続けた。最終的には合計で昭信に殺害された人は14人に達した。
その後、陽成昭信は密通を防ぐという理由で劉去の側室たちの屋敷を封鎖して外に遊びに出られないようにした。劉去の側室の中に、陽成昭信の兄の娘である陽成初だけは乗華夫人となり、 朝夕、劉去に見えることができた。陽成昭信は劉去とともに十余人の召使いたちを従えて、酒と賭博に遊びふけった。
最後、陶母を殺害した召使いが逮捕されたため、劉去と昭信の犯行は発覚した。劉去は王位を取り上げられて左遷され、最終的に自害した。昭信は斬首の上、棄市（大衆の前で斬首にして遺体を市中に晒す刑罰）となった。

## 伝記資料
『漢書』景十三王伝